# Biserica Sfântul Nicolae din Osica de Jos
Datând ca așezământ din 1825, Biserica "Sfântul Nicolae" marchează centrul localității Osica de Jos, județul Olt. Biserica a fost ridicată în anul 1825 de către localnici.
Lăcașul a fost refăcut în anul 1894, pe temelia veche, de către boierul Dimitrie Guran, proprietar al moșiei Osica, după cum este specificat în pisania bisericii, aceasta fiind datată: 25 aprilie 1894.
În anul 1934, Ilie Lăcătușu va fi hirotonit preot în această biserică în data de 1 septembrie 1934. El va sluji aici până în luna noiembrie 1934.